# Tomás Francisco Prieto

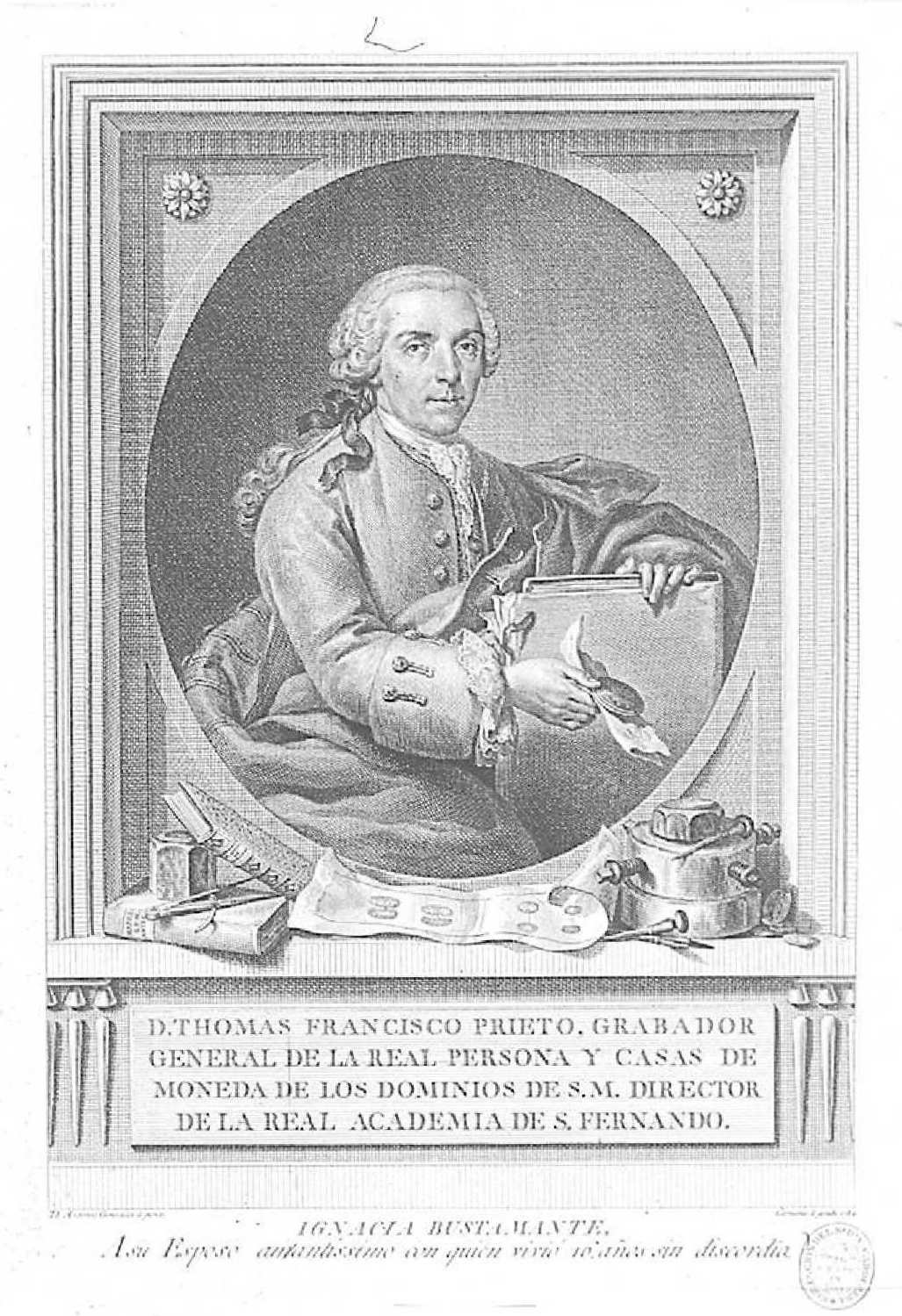
Retrato de Tomás Francisco Prieto, con dedicatoria: «Francisca Bustamante / A su esposo amantísimo con quien vivió 16 años sin discordia». Grabado de Manuel Salvador Carmona por dibujo de Antonio González Ruiz. Inscripción: «D. Thomás Francisco Prieto, Grabador general de la Real persona y casas de moneda de los dominios de S. M. Director de la Real Academia de S. Fernando». Biblioteca Nacional de España.

Tomás Francisco Prieto (Salamanca, 1716-Madrid, 19 de diciembre de 1782) fue un grabador en hueco y dulce y medallista español. Está considerado gran maestro de grabadores e impulsor de la medallística española en el período ilustrado.

## Biografía
Nacido en Salamanca en 1716, fue discípulo en aquella ciudad de Lorenzo Monteman y Cusens; en 1747 se trasladó a Madrid donde ocupó la plaza de director de grabado en hueco de la Real Academia de Bellas Artes de San Fernando, cargo en el que falleció, además del de grabador general de las Casas de Moneda de Carlos III. Entre sus discípulos destacan el grabador e impresor Antonio Espinosa de los Monteros, Félix Prieto, grabador en Salamanca, y el grabador en talla dulce y hueco Geronimo Antonio Gil, fundador de la Academia de San Carlos y creador de la colección de letras de la Real Biblioteca de Madrid.
Contrajo matrimonio tres veces; la segunda con la salmantina Antonia Bernarda García de Gracia, con quien tuvo tres hijos, María de Loreto, pintora y académica de mérito, Jacinto Jerónimo, agustino recoleto, Carlos Prieto, grabador, y Rosa Carlota. su tercer matrimonio fue con Ignacia Fernández Bustamante y Villar, con quien tuvo a José, Irene y Manuela. El primero fue también grabador.
Murió en Madrid el 19 de diciembre de 1782 y fue enterrado en la iglesia de San Andrés. Fue elogiado por el también ilustrado Antonio Ponz en su Viaje de España.
En su honor fue creado el Premio Tomás Francisco Prieto de Medallística, iniciado por la Fábrica Nacional de Moneda y Timbre - Real Casa de la Moneda, y que desde 1990 dirige la Fundación de la Real Casa de la Moneda.